# Progressione del record mondiale dei 60 metri piani maschili

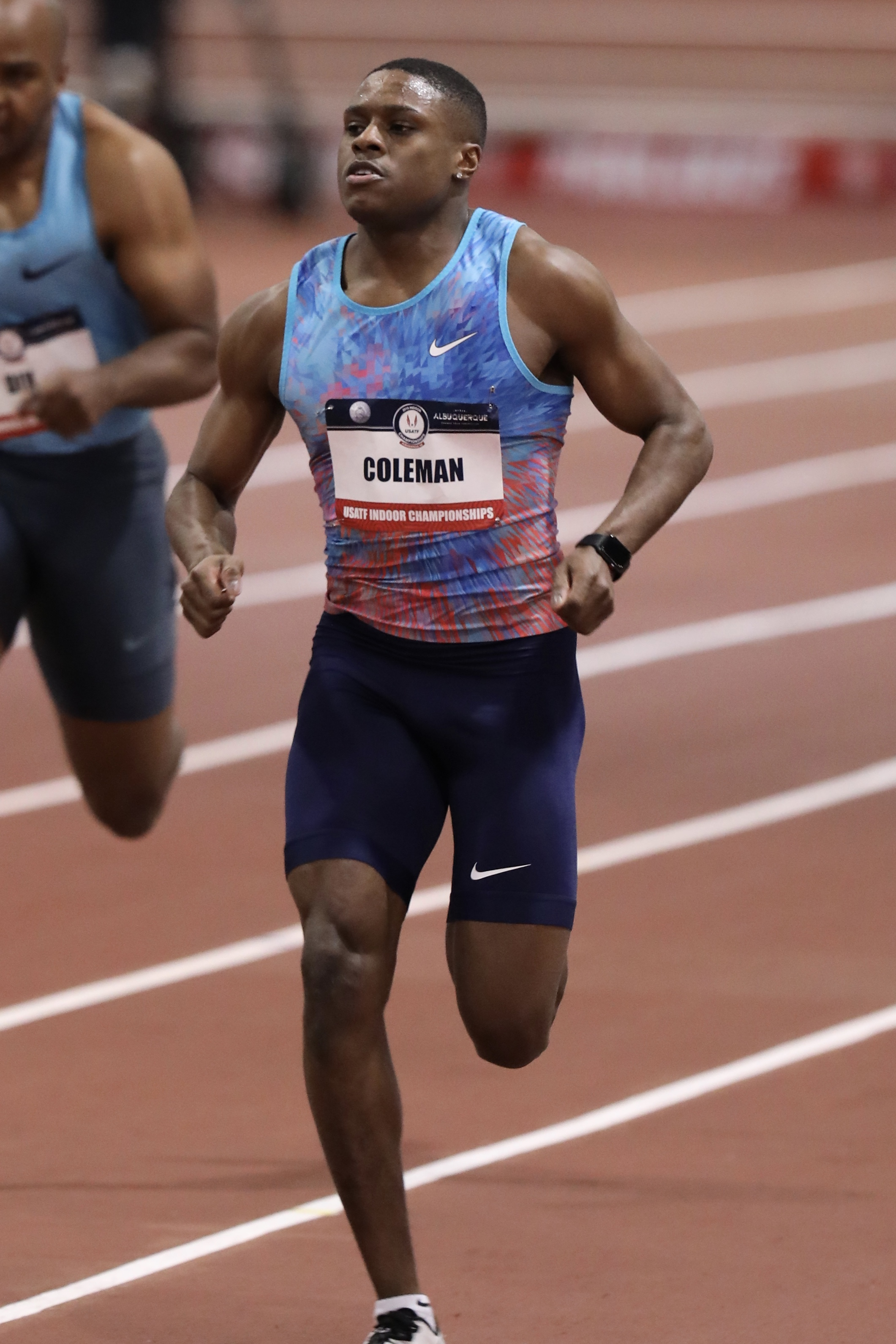
Christian Coleman, detentore del record mondiale della specialità

La voce seguente illustra la progressione del record mondiale dei 60 metri piani maschili indoor di atletica leggera.
Il primo record mondiale maschile venne riconosciuto dalla federazione internazionale di atletica leggera nel 1987. Ad oggi, la World Athletics ha ratificato ufficialmente 8 record mondiali di specialità.
Il record è detenuto dallo statunitense Christian Coleman, con il tempo di 6"34 stabilito il 18 febbraio 2018 ad Albuquerque. In precedenza, il 19 gennaio dello stesso anno a Clemson, lo stesso Coleman aveva stabilito il record mondiale in 6"37, tuttavia la prestazione successivamente non è stata ratificata dalla World Athletics.
I record del canadese Ben Johnson, 6"44 stabilito il 15 gennaio e il 21 febbraio 1987, nonché il 6"41 ottenuto il successivo 7 marzo, sono stati annullati a seguito della squalifica subita per doping.
Alcuni atleti hanno corso all'aperto, durante gare di 100 metri, in un tempo inferiore al record mondiale dei 60 m piani indoor, prestazioni che tuttavia non sono ratificabili: durante la finale dei 100 m ai Mondiali di Berlino 2009 Tyson Gay sui 60 m ha ottenuto lo stesso tempo del primato di allora (6"39, stabilito da Maurice Greene) mentre Usain Bolt, correndo verso il record mondiale di 9"58, ha fatto segnare con 6"31 un tempo inferiore. Durante la semifinale dei 100 metri ai Giochi olimpici di Tokyo 2020 Su Bingtian ha ottenuto un tempo ancora migliore, transitando ai 60 m in 6"29.

## Progressione
| Tempo                            | Atleta            | Nazione          | Luogo                     | Data             | Note |
| -------------------------------- | ----------------- | ---------------- | ------------------------- | ---------------- | ---- |
| Non ratificata                   |                   |                  |                           |                  |      |
| 6"90                             | Gerhard Wucherer  | Germania Ovest   | Stoccarda, Germania Ovest | 26 febbraio 1972 |      |
| 6"83                             | Manfred Schumann  | Germania Ovest   | Stoccarda, Germania Ovest | 26 febbraio 1972 |      |
| 6"80                             | Rolf Lewandowski  | Germania Ovest   | Stoccarda, Germania Ovest | 26 febbraio 1972 |      |
| 6"75                             | Rolf Lewandowski  | Germania Ovest   | Stoccarda, Germania Ovest | 26 febbraio 1972 |      |
| 6"74                             | Gerhard Wucherer  | Germania Ovest   | Stoccarda, Germania Ovest | 26 febbraio 1972 |      |
| 6"72                             | Gerhard Wucherer  | Germania Ovest   | Stoccarda, Germania Ovest | 26 febbraio 1972 |      |
| 6"68                             | Hans-Joachim Zenk | Germania Est     | Senftenberg, Germania Est | 24 febbraio 1973 |      |
| 6"62                             | Manfred Kokot     | Germania Est     | Senftenberg, Germania Est | 24 febbraio 1973 |      |
| 6"58                             | Manfred Kokot     | Germania Est     | Göteborg, Svezia          | 9 marzo 1974     |      |
| 6"58                             | Valerij Borzov    | Unione Sovietica | Göteborg, Svezia          | 9 marzo 1974     |      |
| 6"58                             | Valerij Borzov    | Unione Sovietica | Monaco, Germania Ovest    | 21 febbraio 1976 |      |
| 6"54                             | Houston McTear    | Stati Uniti      | Long Beach, Stati Uniti   | 7 gennaio 1978   |      |
| 6"50                             | Ben Johnson       | Canada           | Osaka, Giappone           | 15 gennaio 1986  |      |
| 6"50                             | Ben Johnson       | Canada           | Edmonton, Canada          | 22 febbraio 1986 |      |
| Ratificata dalla World Athletics |                   |                  |                           |                  |      |
| 6"50                             | Lee McRae         | Stati Uniti      | Indianapolis, Stati Uniti | 7 marzo 1987     |      |
| 6"48                             | Leroy Burrell     | Stati Uniti      | Madrid, Spagna            | 13 febbraio 1991 |      |
| 6"45                             | Andre Cason       | Stati Uniti      | Gand, Belgio              | 29 gennaio 1992  |      |
| 6"41                             | Andre Cason       | Stati Uniti      | Madrid, Spagna            | 14 febbraio 1992 |      |
| 6"41                             | Maurice Greene    | Stati Uniti      | Stoccarda, Germania       | 1º febbraio 1998 |      |
| 6"39                             | Maurice Greene    | Stati Uniti      | Madrid, Spagna            | 3 febbraio 1998  |      |
| 6"39                             | Maurice Greene    | Stati Uniti      | Atlanta, Stati Uniti      | 3 marzo 2001     |      |
| 6"34                             | Christian Coleman | Stati Uniti      | Albuquerque, Stati Uniti  | 18 febbraio 2018 |      |